# 独立大統領旅団 (ウクライナ陸軍)
ヘーチマン・ボフダン・フメリニツキー名称独立大統領旅団（ヘーチマン・ボフダン・フメリニツキーめいしょうどくりつだいとうりょうりょだん、ウクライナ語: Окрема президентська бригада імені гетьмана Богдана Хмельницького）は、ウクライナ陸軍の旅団。第12軍団隷下。

## 概要

### 第二次世界大戦
1942年4月27日、第二次世界大戦の影響に伴い、NKVD軍第290狙撃連隊としてロシア・ソビエト連邦社会主義共和国で創設された。
1942年9月から独ソ戦に投入され、枢軸国に勝利し、赤旗勲章、名誉称号「ノヴォロシースク」を授与された。

### 冷戦期
1945年10月、機械化に伴い、第290独立自動車化狙撃連隊に改編された。
1945年11月、ウクライナ・ソビエト社会主義共和国キエフ州に移駐した。
1986年4月、チェルノブイリ原子力発電所事故に災害派遣された。

### ウクライナ国家親衛隊
1992年1月、ソビエト連邦の崩壊とウクライナの独立で創設されたウクライナ国家親衛隊に編入し、第1師団隷下の第1連隊に改編された。
1998年12月、部隊増強に伴い、第24独立特務旅団に改編された。

### ウクライナ陸軍

独立大統領連隊章

1999年12月、ウクライナ国家親衛隊の廃止でウクライナ陸軍に編入し、独立大統領連隊に改編された。

### ドンバス戦争
2014年3月からドンバス戦争で東部ドネツィク州、ルハーンシク州に配備された。
2017年12月15日、 ペトロ・ポロシェンコ大統領より、名誉称号「ボフダン・フメリニツキー」を授与された。
2022年1月、部隊増強に伴い、独立大統領旅団に改編された。

### ロシアのウクライナ侵攻

#### 北部・キーウ戦線
2022年2月24日、ロシアのウクライナ侵攻で北部キーウ州に配備され、3月に第8特務連隊と共にシュピトキ、ヤスノホロドカ、モティジン、ヴィトリウカを解放し、4月にロシア軍はキーウ方面から撤退した。
2022年4月、第210独立特務大隊が陸軍司令部隷下に転属した。

#### 北東部・ハルキウ戦線
2022年5月、ロシアと国境を接する北東部ハルキウ州ハルキウ地区に再配置され、友軍の救援でデルガチ方面を防御した。

#### 東部・アウディーイウカ戦線
2023年3月、東部ドネツィク州ポクロウシク地区に再配置され、激戦地のバフムートとアウディーイウカの中間に位置するオチェレティネ方面に展開した。10月に第2機械化大隊が分遣されて第110独立機械化旅団とともにアウディーイウカ市内を防御したが、司令部と音信不通となり、団員の半数が作戦行動中行方不明となる多大な損害を受け、2024年2月にアウディーイウカが陥落した。

#### 東部・バフムート戦線
2023年4月、第23独立特務大隊が激戦地の東部ドネツィク州バフムート地区に再配置され、バフムート市内を防御した。

#### 東部・南ドネツク戦線
2023年6月、第3機械化大隊が東部ドネツィク州ヴォルノヴァーハ地区に再配置され、第68独立猟兵旅団とともにヴェリカ・ノヴォシルカ方面で攻勢を開始し、ブラホダトネを解放した。

#### 東部・スヴァトヴェ-クレミンナ戦線
2023年8月、第22独立特務大隊が北東部ハルキウ州クプヤンシク地区に再配置され、クプヤンシク方面に展開した。

#### 東部・バフムート戦線
2024年4月、第4機械化大隊が激戦地の東部ドネツィク州バフムート地区に再配置され、バフムート北のソレダル方面を防御した。

#### 北東部・ハルキウ戦線
2024年5月、ロシアと国境を接する北東部ハルキウ州チュフイウ地区に再配置され、友軍の救援でヴォウチャンシク方面に展開した。7月に第2機械化大隊が戦線復帰した。

#### 東部・スヴァトヴェ-クレミンナ戦線
2024年7月、第4機械化大隊が東部ルハーンシク州スヴァトヴェ地区に再配置され、スヴァトヴェ方面に展開した。
2024年9月、第20独立特務大隊が第210独立強襲連隊隷下に転属した。

#### 東部・ポクロウシク戦線
2024年9月、第21独立特務大隊が激戦地の東部ドネツィク州ポクロウシク地区に再配置され、ポクロウシク方面を防御した。

#### 東部・バフムート戦線
2024年11月、第2機械化大隊が激戦地の東部ドネツィク州バフムート地区に再配置され、友軍の救援のためバフムート南のトレツク方面に展開した。12月に第21独立特務大隊も再配置された。
2025年5月5日、ウォロディミル・ゼレンスキー大統領より、勇気と勇敢さに対する栄誉賞を授与された。

## ギャラリー

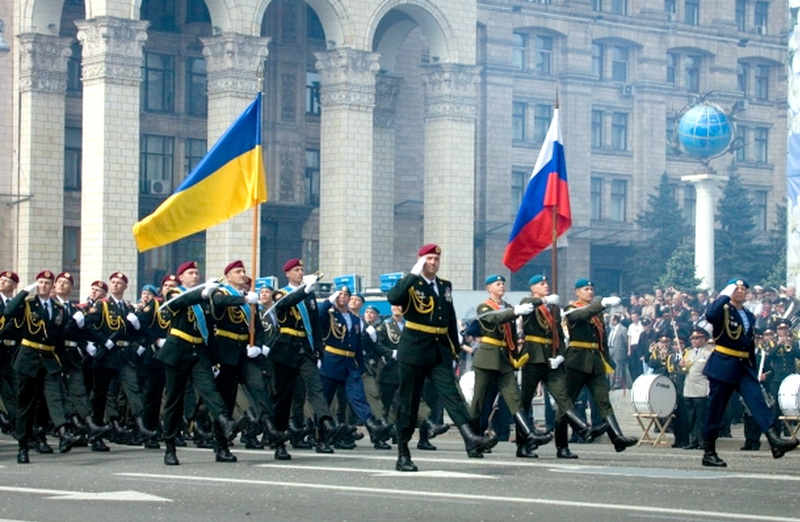
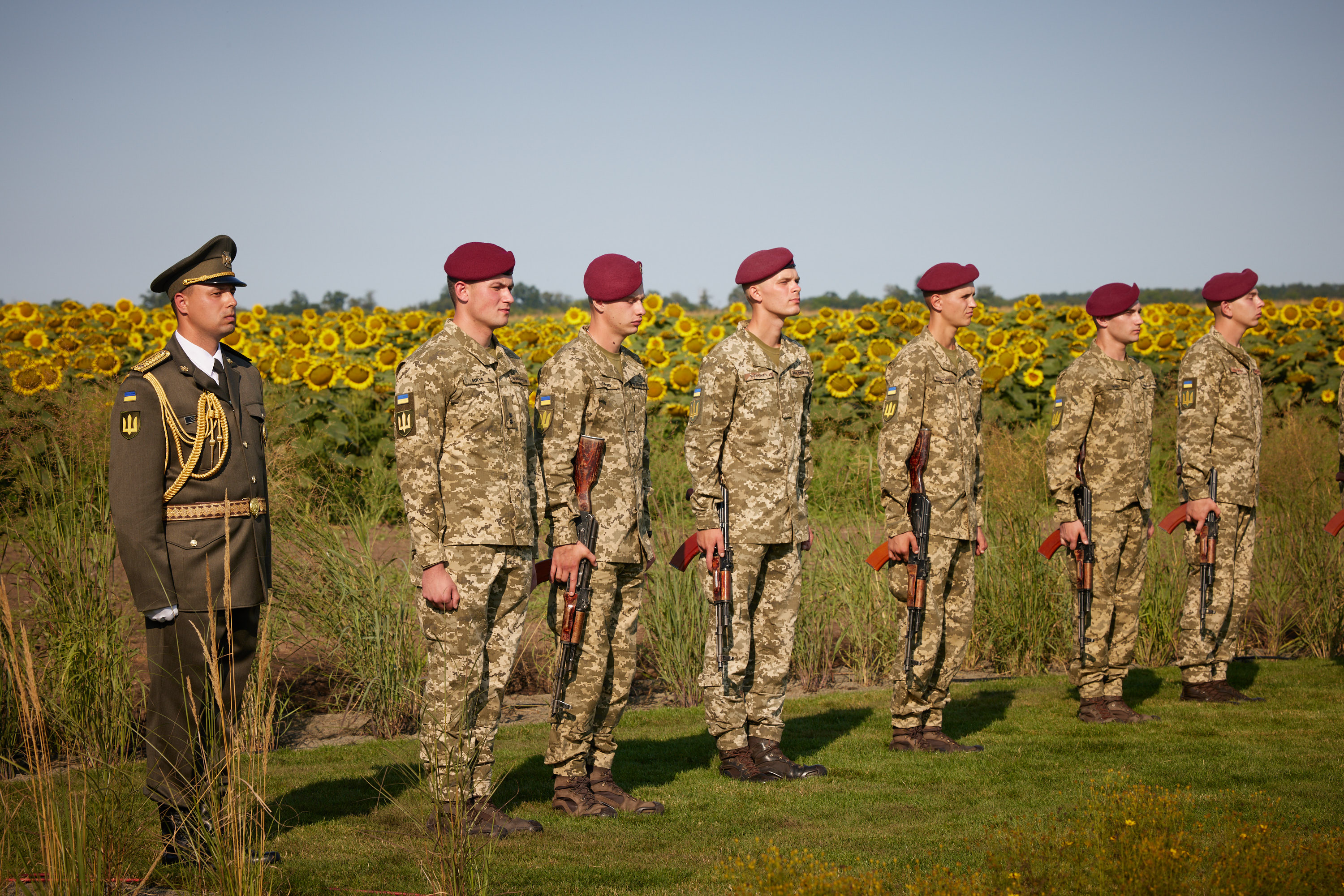
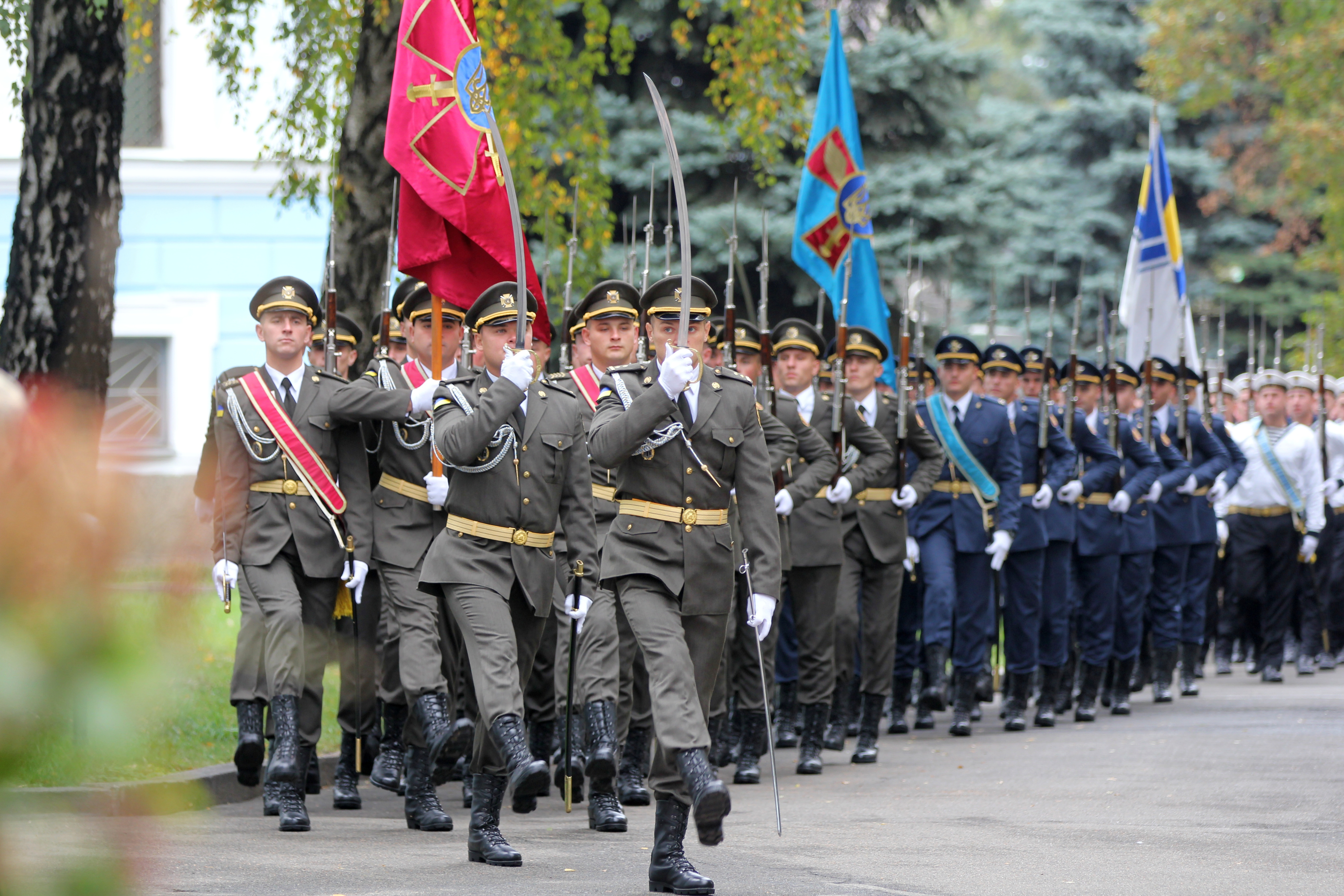
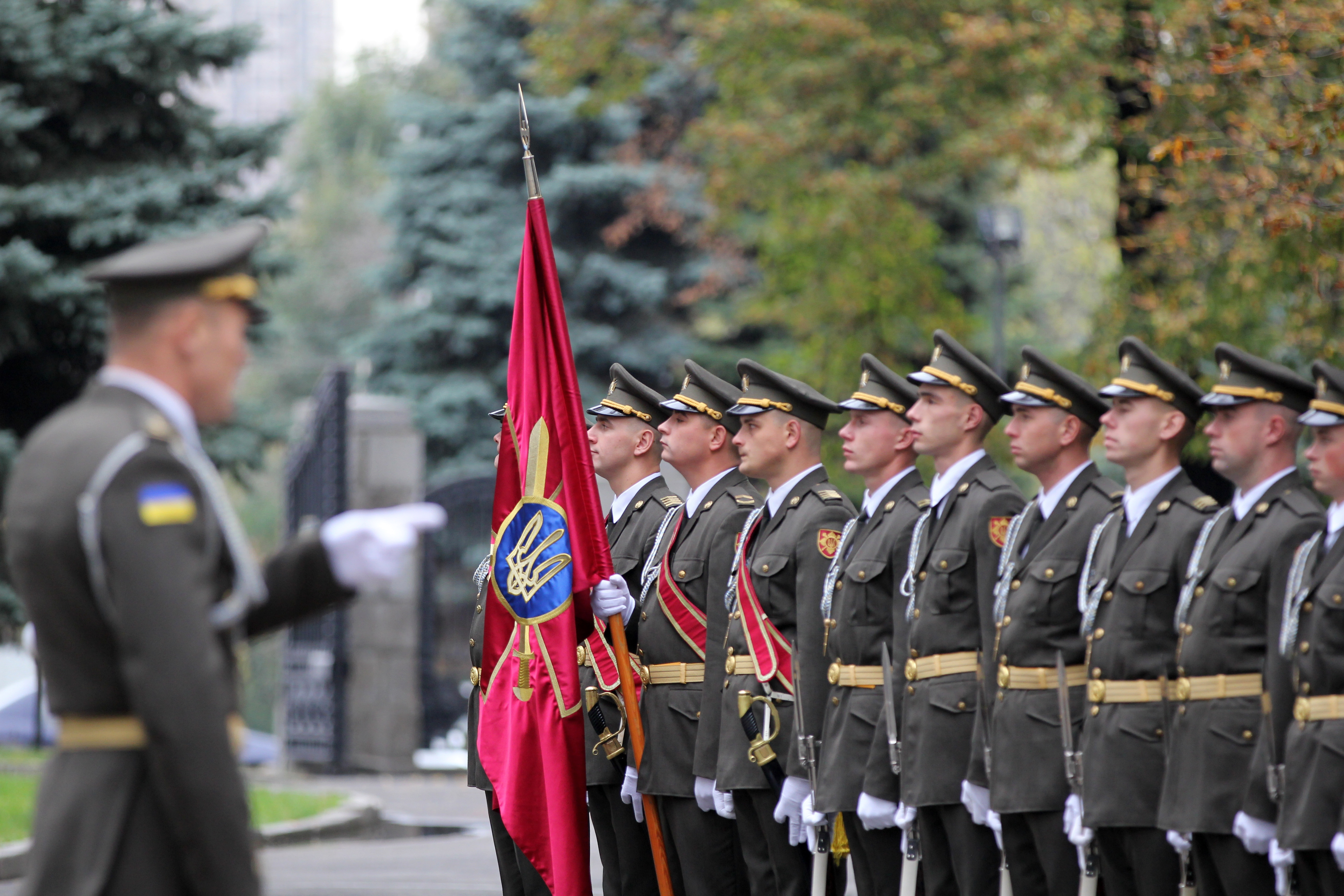
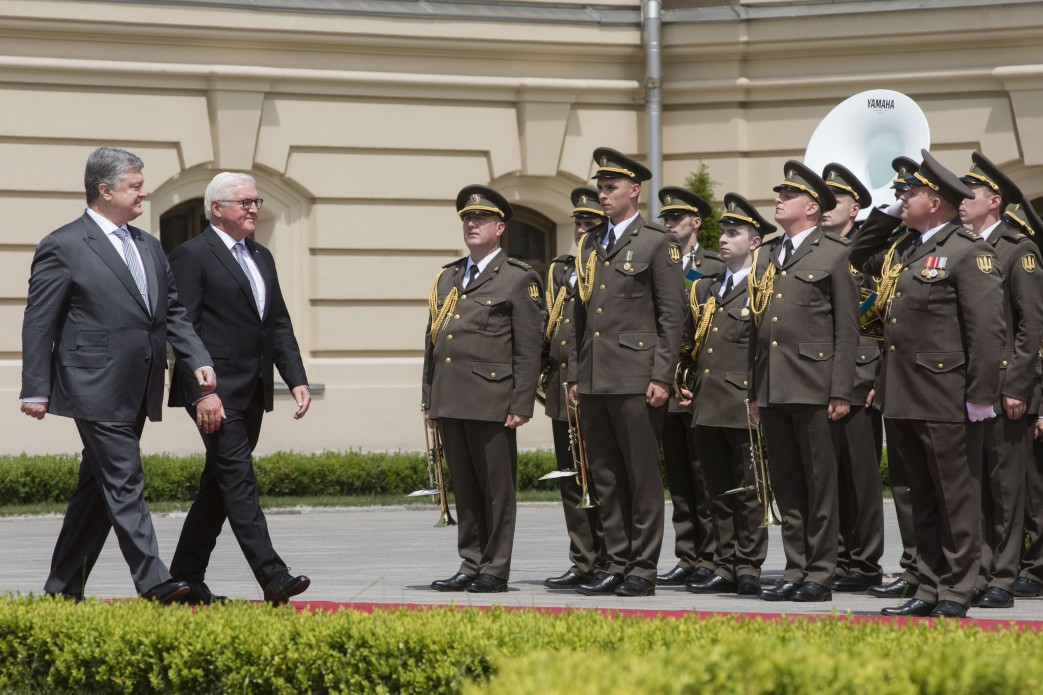
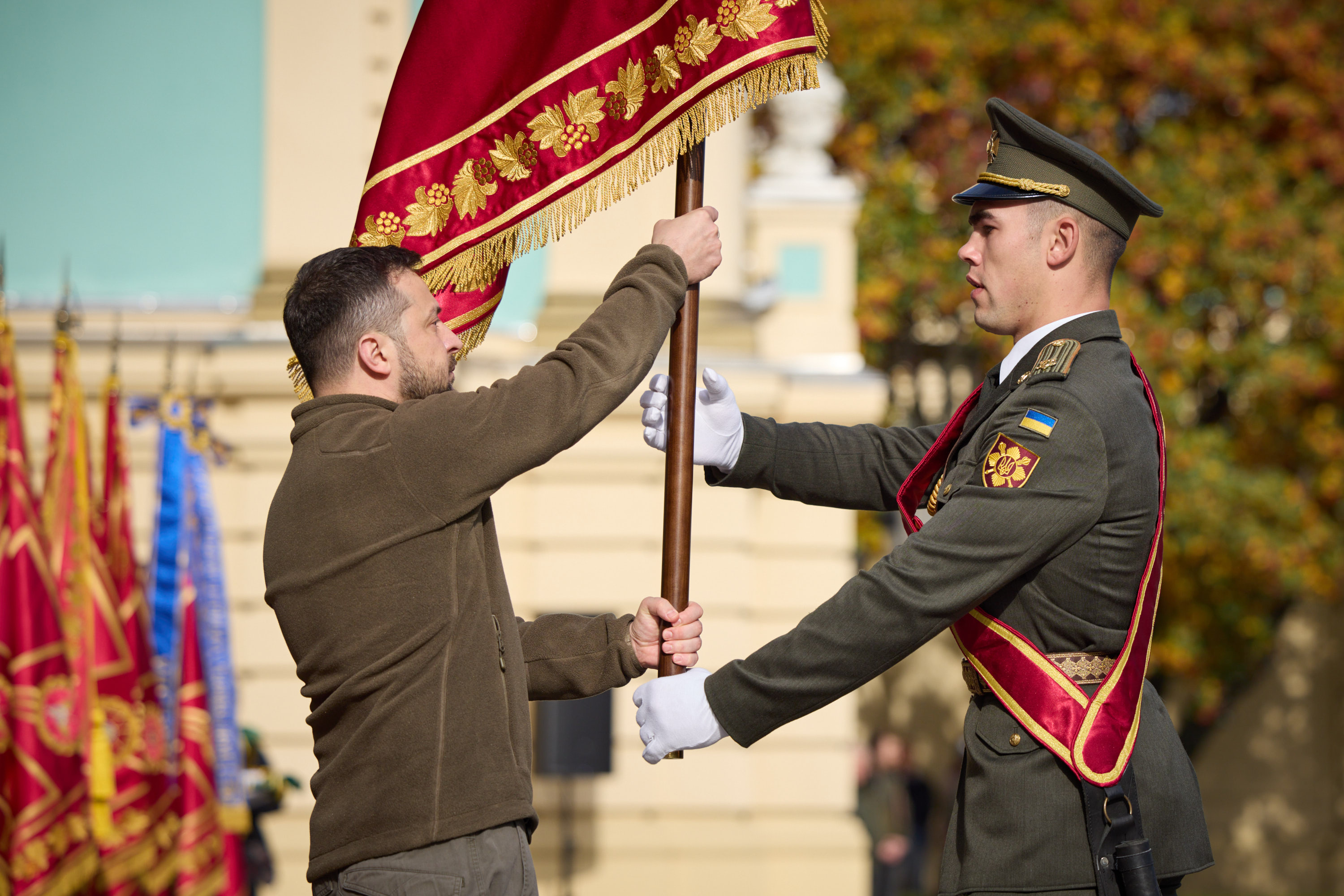
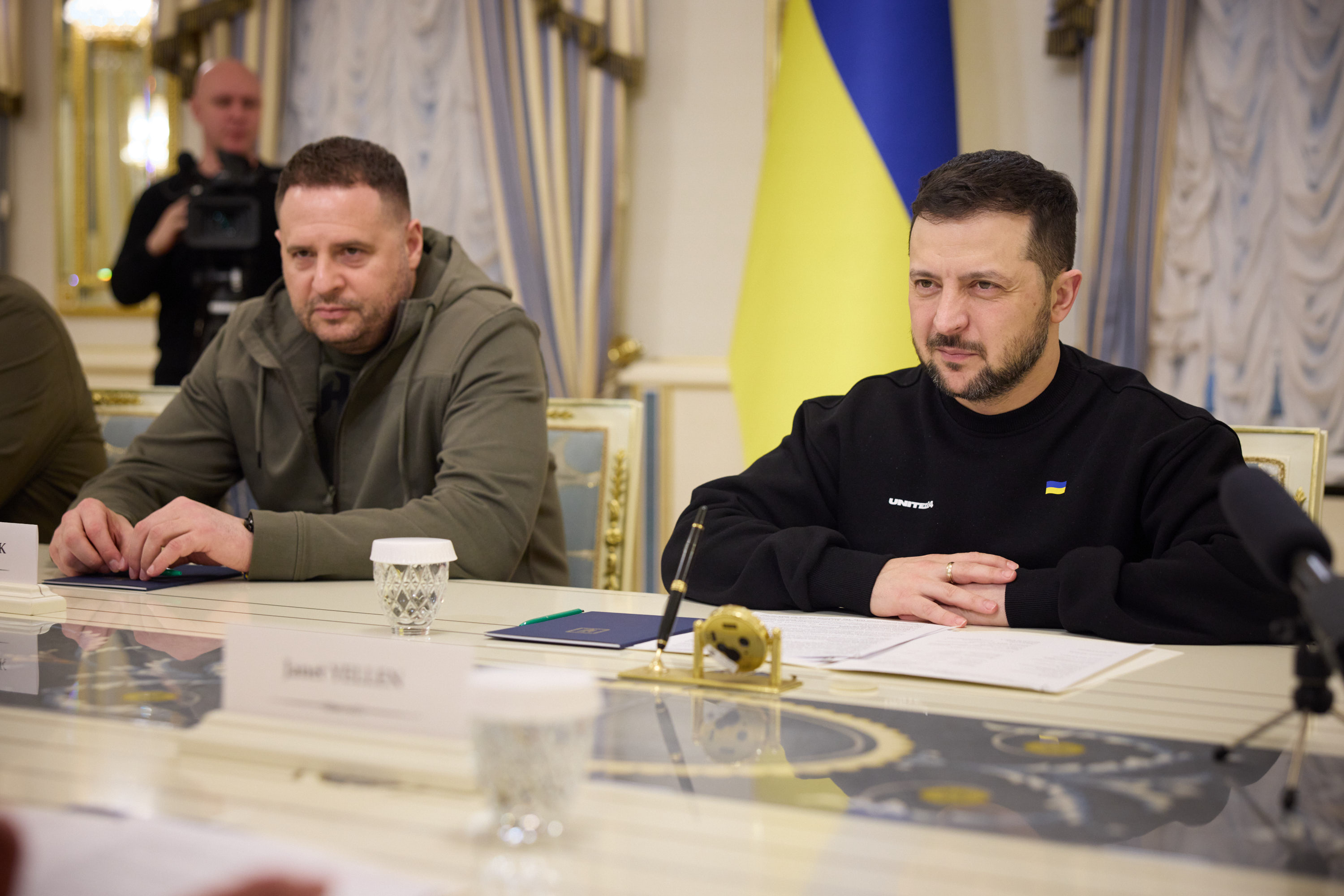

## 編制
2025年時点での編制は以下のとおりである。
- 旅団司令部（キーウ）
- 第21独立特務大隊
- 第22独立特務大隊
- 第1機械化大隊
- 第2機械化大隊
- 第3機械化大隊
- 第4機械化大隊

- 防空ミサイル大隊
- 儀仗兵大隊（ウクライナ語版、英語版）
- 無人システム大隊 NOVA
- 狙撃中隊
- 兵站中隊
- 衛生中隊
- 軍楽隊（ウクライナ語版、英語版）